# À tout casser
Pour plus de détails, voir Fiche technique et Distribution.
À tout casser est un film franco-italien réalisé par John Berry et sorti en 1968.

## Synopsis
Une bande de jeunes « blousons noirs », menée par Frankie, ouvre une boîte de nuit juste au-dessus de la planque d'un gangster nommé Morelli qui prépare le casse du siècle : le vol d'une tiare d'une valeur inestimable. Le bruit que font les jeunes dérange Morelli qui essaie par tous les moyens de les chasser. Un homme, jadis roulé par Morelli, arrive et aide les jeunes à garder leur boîte.

## Fiche technique
- Titre : À tout casser
- Réalisation : John Berry
- Scénario : John Berry et Guy Lionel
- Photographie : Raymond Letouzey
- Assistant réalisateur : Michel Lang
- Musique : Eddie Vartan
- Chansons : Cheval d'acier (Georges Aber/Johnny Hallyday, Mick Jones), À tout casser (Georges Aber/ Tommy Brown, Johnny Hallyday)
- Décors : Pierre Guffroy
- Montage :  Gilbert Natot
- Sociétés de production : Compagnie commerciale française cinématographique (CCFC), Consortium financier de production de films (CFPF), Finistère Films, United Pictures
- Année : 1967
- Pays de production :  France |  Italie
- Format : Couleurs (Eastmancolor) - Son : mono
- Genre : Comédie, Film policier, Film d'action
- Durée : 88 min
- Date de sortie : 
  - France : 2 octobre 1968

## Distribution
- Eddie Constantine : Ric
- Johnny Hallyday : Frankie
- Michel Serrault : Aldo Morelli
- Annabella Incontrera : Eva
- Catherine Allégret : Mimi
- Clément Michu : Gus
- Amarande : La veuve
- Jean Rupert : Le cousin du défunt
- Robert Lombard : Reggie
- Pierre Koulak : Charlie
- Hélène Soubielle : Jacqueline
- Dennis Berry : Ange
- Yves Beneyton : Toto
- René Berthier : L'associé de Morelli
- Yves Barsacq : L'inspecteur
- France Rumilly : La fille d'Albert
- Hélène Duc : La femme d'Albert
- Jean-Pierre Zola : Albert, le bourgeois
- Roger Van Hool : Un ami de Frankie
- André Cagnard : Un homme de main de Morelli (non crédité)
- Joël Barbouth
- Charles Dalin
- Yves Elliot
- Jean-François Gobbi
- Jean-Pierre Igoux
- Maritin

## À noter
- Jean Martin est crédité à tort dans L'histoire du cinéma français, encyclopédie des films 1966-1970, confusion avec Maritin crédité au générique sous le nom de « J. Maritin. »